# Fananascel
Fananascellen zijn cellen die in de cortex cerebelli, de buitenste lagen van de kleine hersenen, voorkomen. De cellen zijn vernoemd naar hun ontdekker Jorge Ramón y Cajal Fañanás, een zoon van de arts Santiago Ramón y Cajal die deze gliacellen in 1916 voor het eerst beschreef.
Fananascellen zijn als een bijzondere soort astrocyten verspreid in de grijze stof, met name in het stratum moleculare en met hun celloten ook in het stratum purkinjense. Zij liggen dicht bij het soma van purkinjecellen, en speciale type zenuwcel in de schors van de kleine hersenen, en fungeren daar als zogenoemde epitheliale cellen van Golgi.
Microscopisch onderzoek heeft aangetoond dat de membraanloten geen gliale filamenten zoals GFAP bevatten en ook geen onderdeel uitmaken van de glia limitans, de buitenste laag van zenuwweefsel in het centrale zenuwstelsel. De fananascellen worden verder onderverdeeld met betrekking tot het aantal veren dat door de membraanuitsteeksels worden gevormd: een-, twee- of veelgevederd.
Er is een speciale goud-sublimaat-methode, een impregneermethode van Ramón y Cajal, nodig om fananascellen histologisch zichtbaar te kunnen maken. In verdere bewerking met de Nissl-kleuring zijn de typische grote, rondachtige en ovale celkernen te onderscheiden.
De functie van de fananascellen in de cortex cerebelli en hun rol in pathologische processen is tot nog toe onbekend. Een betrekking tot de ziekte van Creutzfeldt-Jakob en de abnormale aanmaak van vimentine werd 1993 onderzocht zonder duidelijke resultaten op te leveren.